# Выборы главы администрации Хабаровского края (1996)
Первые выборы главы администрации Хабаровского края состоялись в Хабаровском крае 8 декабря 1996 года в период выборов глав регионов. Победу одержал действующий глава администрации Хабаровского края, член политического движения «Наш дом — Россия» Виктор Ишаев, который набрал 76,93 % голосов избирателей. Второе место занял депутат Государственной думы Валентин Цой, набрав 7,23 % голосов.

## Проведение
До первых региональных выборов главы областной администрации назначались Президентом Российской Федерации; 24 октября 1991 года указом президента РСФСР главой администрации Хабаровского края был назначен Виктор Ишаев, занимавший должность первого заместителя председателя исполкома Хабаровского краевого Совета народных депутатов.
27 сентября 1996 был издан указ президента России «О выборах главы администрации Хабаровского края» о назначении даты выборов на декабрь 1996 года.
На выборах главы администрации было выдвинуто 8 кандидатов (регистрацию прошли 6), включая действующего главу региона Ишаева, выдвинутого избирательным объединением «Хабаровское краевое объединение профсоюзов» и при поддержке Общероссийского координационного совета. Ишаев проводил свою кампанию очень уверенно, продолжал ежемесячно в прямом эфире по краевому телевидению в передаче «Час губернатора» информировать население о принимаемых администрацией мерах для решения социально-экономических проблем, отвечал на вопросы телезрителей. Применялась активная социальная политика действующей администрации края, включавшая в себя своевременную выплату пенсий и множество различных пособий и надбавок, в частности местные СМИ пугали избирателей бытовыми ужасами Владивостока, на фоне которых достижения губернатора-хозяйственника выглядели особенно выигрышно.
Основным соперником Ишаева стал депутат Государственной думы от Хабаровского края Валентин Цой, занимавший критическую позицию в отношении Ишаева. В предвыборной программе Цой заявлял, что такие слова, как «коммунизм» и «социализм», во многом в России стали лживыми, а его руководство утратило чувство самосохранения, и политика последних лет толкает людей в две крайности — в криминальный мир или в радикально настроенные национал-патриотические организации. Он подчёркивал, что видит в Дальнем Востоке будущее России с особыми экономическими условиями, выступал за принятие Налогового кодекса, чтобы часть денег, уходящих на уплату налогов, оставалась в регионе для развития предприятий и улучшения жизни людей. Предвыборные программы остальных четырёх кандидатов не отличались конкретностью и во многом носили популистский характер, учитывая их малоизвестность. 

## Кандидаты
| Кандидат                    | Деятельность/должность (на момент выдвижения)                                   | Субъект выдвижения                                                     | Статус              |
| --------------------------- | ------------------------------------------------------------------------------- | ---------------------------------------------------------------------- | ------------------- |
| Виктор Иванович Ишаев       | действующий глава администрации Хабаровского края                               | избирательное объединение «Хабаровское краевое объединение профсоюзов» | зарегистрирован     |
| Евгений Анатольевич Королёв | директор ИЧП «Строитель-3»                                                      | выдвинут группой граждан                                               | отказ в регистрации |
| Вадим Николаевич Мантулов   | генеральный директор АО «Дальэнергомаш»                                         | выдвинут группой граждан                                               | зарегистрирован     |
| Анатолий Петрович Мироненко | помощник депутата Государственной думы                                          | ЛДПР                                                                   | зарегистрирован     |
| Евгений Борисович Покусай   | генеральный директор АОЗТ «Фирма „Факт-ИНФО“», депутат Хабаровской краевой Думы | выдвинут группой граждан                                               | зарегистрирован     |
| Валентин Евгеньевич Цой     | депутат Государственной думы II созыва от Хабаровского края                     | выдвинут группой граждан                                               | зарегистрирован     |
| Анатолий Иванович Ярошенко  | директор Хабаровского дома науки и техники                                      | выдвинут группой граждан                                               | зарегистрирован     |

## Результаты
| Место                       | Место                       | Кандидат                    | Голосов   | %       |
| --------------------------- | --------------------------- | --------------------------- | --------- | ------- |
|                             | 1.                          | Виктор Ишаев                | 408 214   | 76,93 % |
|                             | 2.                          | Валентин Цой                | 38 387    | 7,23 %  |
|                             | 3.                          | Вадим Мантулов              | 26 711    | 5,03 %  |
|                             | 4.                          | Анатолий Мироненко          | 6670      | 1,26 %  |
|                             | 5.                          | Анатолий Ярошенко           | 4709      | 0,89 %  |
|                             | 6.                          | Евгений Покусай             | 4151      | 0,78 %  |
| Против всех                 | Против всех                 | Против всех                 | 33 132    | 6,24 %  |
| Действительных бюллетеней   | Действительных бюллетеней   | Действительных бюллетеней   | 521 974   | 98,37 % |
| Недействительных бюллетеней | Недействительных бюллетеней | Недействительных бюллетеней | 8640      | 1,63 %  |
| Всего                       | Всего                       | Всего                       | 530 614   | 100 %   |
| Общее число избирателей     | Общее число избирателей     | Общее число избирателей     | 1 090 974 |         |